# Passavant-sur-Layon
Pour les articles homonymes, voir Passavant (homonymie) et Layon.
Passavant-sur-Layon est une commune française située dans le département de Maine-et-Loire, en région Pays de la Loire.
La commune se situe dans l'appellation viticole du Coteaux-du-Layon (AOC).

## Géographie

### Localisation
Commune angevine de la rive gauche du Layon, située dans les Mauges à la limite du Saumurois, ce territoire rural de l’ouest de la France se trouve à quelques kilomètres au sud-est de Vihiers, en Maine-et-Loire à la limite des Deux-Sèvres. Pays de bocage, le Vihiersois se situe dans un triangle entre Angers, Cholet et Saumur.
Elle fait partie des Mauges.

### Communes limitrophes
Les communes limitrophes sont Cléré-sur-Layon, Val en Vignes et Lys-Haut-Layon.

### Géologie et relief
À quelques kilomètres au nord et à l'est du Vihiersois se trouve la vallée du Layon, qui marque la transition entre les Mauges et le Saumurois. Le sud de l'Anjou comporte à l'est des terrains secondaires et tertiaires (Saumurois) et à l'ouest des terrains primaires (Mauges). Dans ces derniers, on trouve un pays de bocage sur des terrains de schistes et de granites.
Passavant-sur-Layon se situe sur l'unité paysagère du Couloir du Layon.
L'altitude de la commune varie de 62 à 112 mètres, pour une altitude moyenne de 91 mètres. Son territoire s'étend sur près de 5 km2 (491 hectares).

### Hydrographie

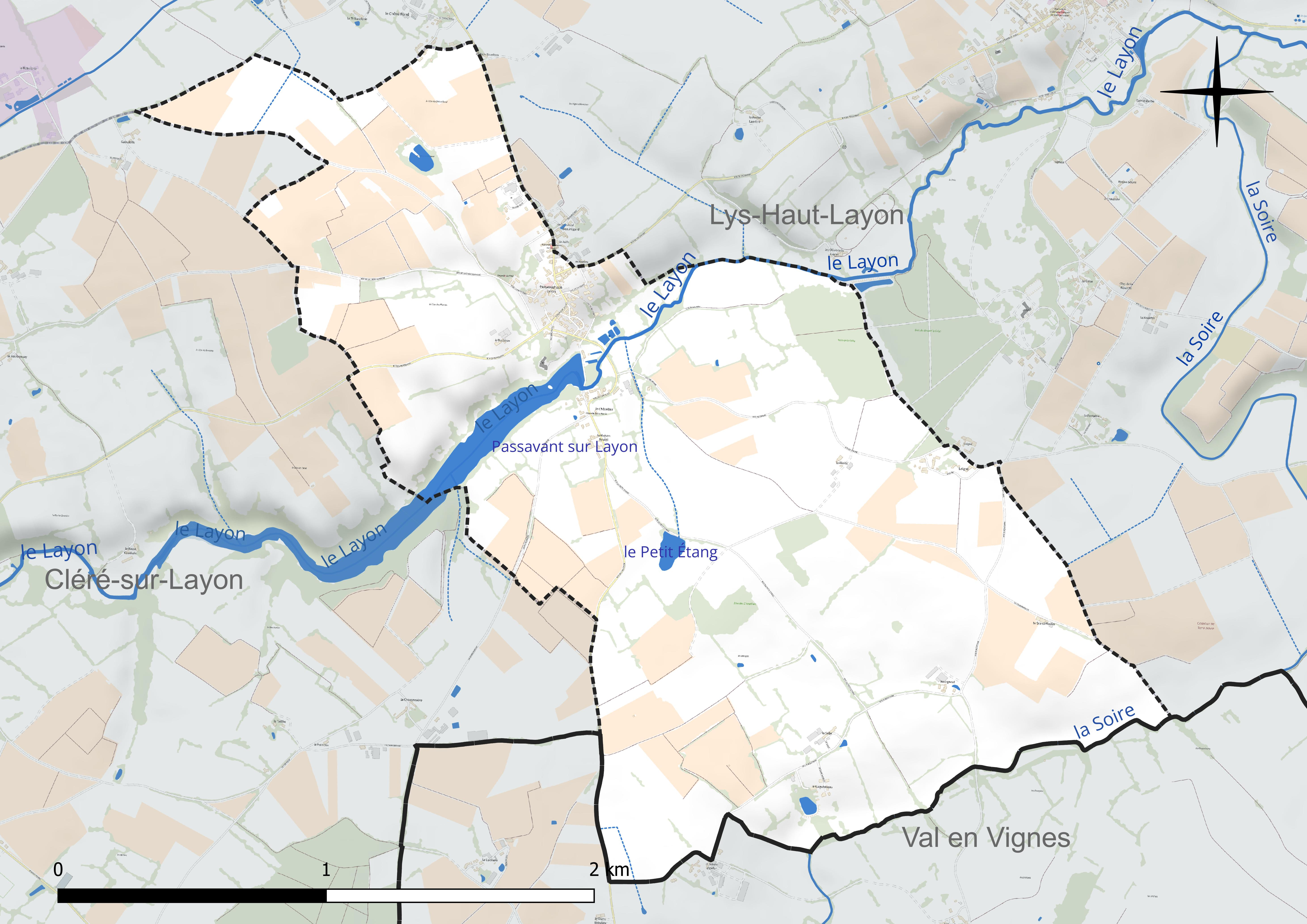
Carte hydrographique de la commune.

La rivière le Layon, un des affluents de la Loire, traverse le territoire de la commune (au sud et à l'est).

### Climat
Son climat est tempéré, de type océanique. Le climat angevin est particulièrement doux, du fait de sa situation entre les influences océaniques et continentales. Généralement les hivers sont pluvieux, les gelées rares et les étés ensoleillés.
Pour des articles plus généraux, voir Climat des Pays de la Loire et Climat de Maine-et-Loire.
En 2010, le climat de la commune est de type climat océanique altéré, selon une étude du CNRS s'appuyant sur une série de données couvrant la période 1971-2000. En 2020, Météo-France publie une typologie des climats de la France métropolitaine dans laquelle la commune est exposée à un climat océanique et est dans la région climatique Moyenne vallée de la Loire, caractérisée par une bonne insolation (1 850 h/an) et un été peu pluvieux.
Pour la période 1971-2000, la température annuelle moyenne est de 11,6 °C, avec une amplitude thermique annuelle de 14,5 °C. Le cumul annuel moyen de précipitations est de 643 mm, avec 11,3 jours de précipitations en janvier et 5,9 jours en juillet. Pour la période 1991-2020, la température moyenne annuelle observée sur la station météorologique de Météo-France la plus proche, « Bouille-loretz », dans la commune de Loretz-d'Argenton à 12 km à vol d'oiseau, est de 12,9 °C et le cumul annuel moyen de précipitations est de 606,9 mm,. Pour l'avenir, les paramètres climatiques de la commune estimés pour 2050 selon différents scénarios d'émission de gaz à effet de serre sont consultables sur un site dédié publié par Météo-France en novembre 2022.

## Urbanisme

### Typologie
Au 1er janvier 2024, Passavant-sur-Layon est catégorisée commune rurale à habitat dispersé, selon la nouvelle grille communale de densité à sept niveaux définie par l'Insee en 2022.
Elle est située hors unité urbaine et hors attraction des villes,.

### Occupation des sols

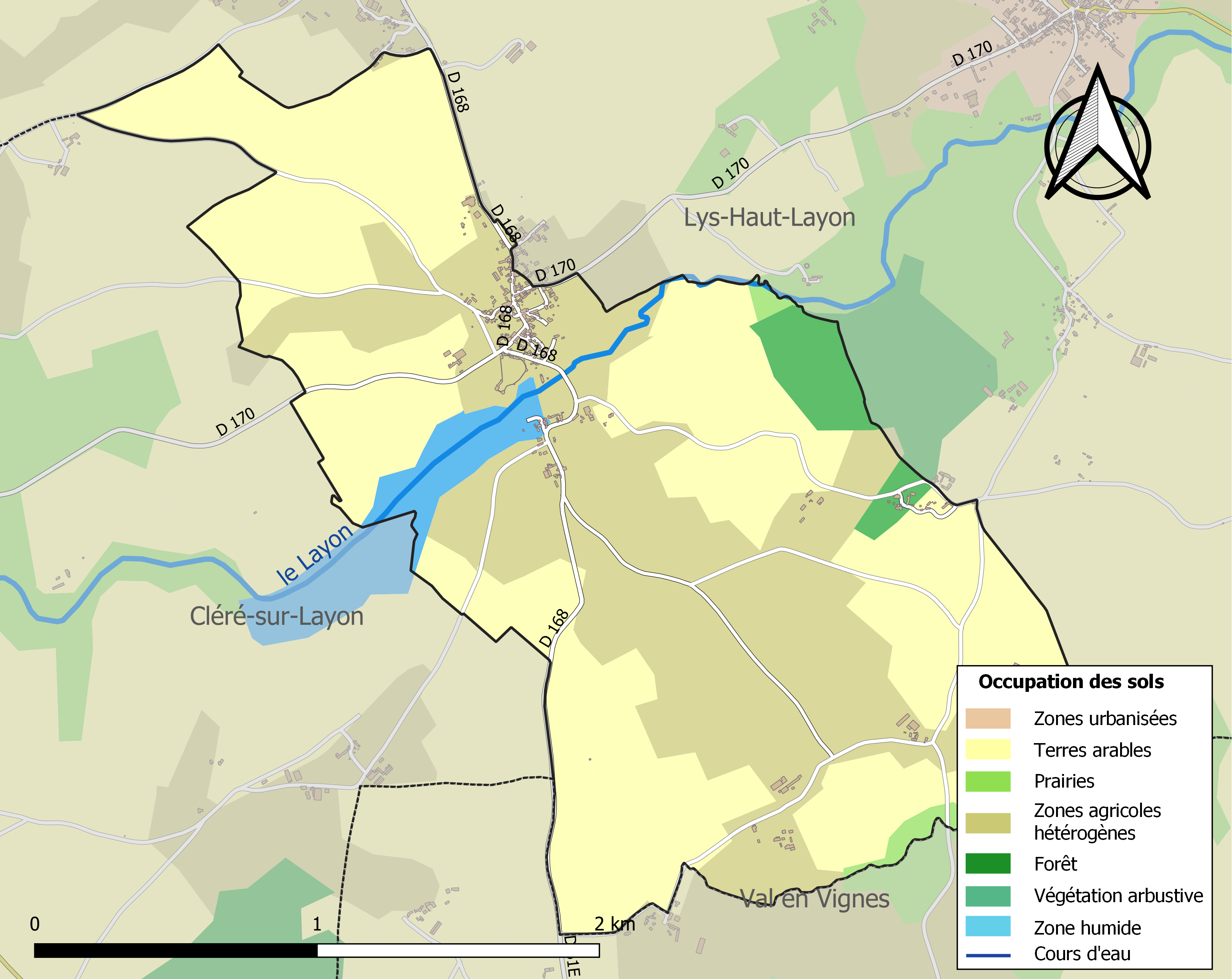
Carte des infrastructures et de l'occupation des sols de la commune en 2018 (CLC).

L'occupation des sols de la commune, telle qu'elle ressort de la base de données européenne d’occupation biophysique des sols Corine Land Cover (CLC), est marquée par l'importance des territoires agricoles (94,4 % en 2018), une proportion identique à celle de 1990 (94,4 %). La répartition détaillée en 2018 est la suivante : 
cultures permanentes (40 %), zones agricoles hétérogènes (38,1 %), terres arables (15 %), forêts (3,1 %), eaux continentales (2,6 %), prairies (1,3 %). L'évolution de l’occupation des sols de la commune et de ses infrastructures peut être observée sur les différentes représentations cartographiques du territoire : la carte de Cassini (XVIIIe siècle), la carte d'état-major (1820-1866) et les cartes ou photos aériennes de l'IGN pour la période actuelle (1950 à aujourd'hui).

### Morphologie urbaine
Le village s'inscrit dans un territoire essentiellement rural.

### Habitat et logement
En 2020, le nombre total de logements dans la commune est de 92, alors qu'il est de 89 en 2015 et de 91 en 2010.
Parmi ces logements, 72,5 % sont des résidences principales, 21,5 % des résidences secondaires et 6 % des logements vacants. Ces logements sont pour 97,7 % d'entre eux des maisons individuelles et pour 2,3 % des appartements.
Le tableau ci-dessous présente la typologie des logements à Passavant-sur-Layon en 2020 en comparaison avec celle de Maine-et-Loire et de la France entière. Une caractéristique marquante du parc de logements est ainsi une proportion de résidences secondaires et logements occasionnels (21,5 %) supérieure à celle du département (3,2 %) et à celle de la France entière (9,7 %). Concernant le statut d'occupation de ces logements, 85,1 % des habitants de la commune sont propriétaires de leur logement (81 % en 2015), contre 60,4 % pour le Maine-et-Loire et 57,5 pour la France entière.
| Typologie                                               | Passavant-sur-Layon | Maine-et-Loire | France entière |
| ------------------------------------------------------- | ------------------- | -------------- | -------------- |
| Résidences principales (en %)                           | 72,5                | 90,3           | 82,1           |
| Résidences secondaires et logements occasionnels (en %) | 21,5                | 3,2            | 9,7            |
| Logements vacants (en %)                                | 6                   | 6,6            | 8,2            |

## Toponymie et héraldique

### Toponymie
Formes anciennes du nom : Passavantum en 1060, Willelmus de passavante Castro en 1061, Castrum stagnum de Passavant en 1092, Ecclesia sancte Marie de Passavanto cum capella Sancti Stephani en 1156, Senscallia de Passavento en 1236, La ville de Passavant en 1571, Passavant en 1793 et 1801, pour devenir par décret du 14 février 1922 Passavant-sur-Layon en 1922,.
Le nom de Passavant est indissociable du château primitif, construit par Foulques Nerra et laissé en garde à Sigebrant de Passavant.
À noter qu'il existe d'autres communes ayant dans leur nom « Passavant », comme Passavant (Doubs), Passavant-en-Argonne (Marne) et Passavant-la-Rochère (Haute-Saône).
Nom des habitants (gentilé) : les Passavantais.

### Héraldique
| Blason à dessiner | Blason  | Tiercé en fasce: au 1er d'argent au lion léopardé de gueules, au 2e échiqueté de gueules et d'or de cinq tires de treize points, au château de trois tours de sable ouvert d'argent mouvant de la pointe, au 3e d'azur plain. |
| Blason à dessiner | Détails | Le statut officiel du blason reste à déterminer. |

## Histoire

### Le château
Face au Poitou, sur le haut Layon, le comte d'Anjou Foulques Nerra fait construire un château au XIe siècle. Ruiné, il est reconstruit après 1210 sur le site actuel, à la place du four du prieuré, avec une enceinte cantonnée de tours ; s'ajoute au XVe siècle un logis à haute tour d'escalier. Le château est ravagé par les huguenots en 1574.
Au XVIIIe siècle un nouveau logis est construit, puis vers 1930 l'ensemble est réaménagé en maison viticole avec celliers.
À l'époque féodale, Passavant est confié à une famille châtelaine puis seigneuriale qui en prend le nom. L'évêque du Mans Guillaume de Passavant en est issu. Selon Célestin Port, Agnès de Passavant transmet à la fin du XIIe siècle la terre de Passavant à son mari Geoffroi de La Troche, et c'est leur fils, autre Geoffroi, qui reconstruit donc le château vers 1210 ; la fille de ce dernier, Isabelle de Passavant, transmet à son mari Guillaume (ou Geoffroy II, ou Philippe/Philibert ?) de La Haye, épousé vers 1230 [une tradition soutient sans élément probant qu'il s'agit de La Haye-du-Puits en Normandie (Cotentin), et une autre qu'il s'agit de La Haye-Jouslain  en Anjou ; Célestin Port et la Société archéologique de Touraine se réfèrent plus sûrement à la grande famille de La Haye en Touraine : les armes sont voisines, d'or à la fasce de gueules pour La Haye en Touraine, d'or à deux fasces de gueules pour Passavant].
La famille de Passavant est alors puissante, bien implantée dans le pays de Vihiers et Chemillé. Leur descendant Louis de La Haye-Passavant et de Mortagne, fils de Jean, petit-fils d'autre Jean et arrière-petit-fils de Barthélemy de La Haye, épouse en 1466 Marie d'Orléans, fille de Dunois, d'où Louis, Charlotte, Antoine (abbé de St-Denis en 1499, de Fécamp en 1482, et de Compiègne), et Yolande de La Haye-Passavant qui marie en 1492 Jean d'Armagnac-Nemours, sans postérité ; la succession passe à une cousine issue de germain de Yolande, Renée de La Haye dame de Chemillé et de Mortagne, femme de Joachim de Montespedon de Beaupréau († 1509) et mère de Philippe de Montespedon (morte en 1578 ; princesse de La Roche-sur-Yon par ses 2e noces en 1544 avec Charles de Bourbon, sans postérité) ; Passavant, comme Beaupréau et Chemillé, échoit alors à un arrière-cousin, Guy III de Scépeaux († 1605), et son fils prédécédé Guy (IV) de Scépeaux († 1597).
Mais Passavant est vendu vers 1570/1579 à Gilbert Gouffier, duc de Roannez (1553-1582), et à son frère puîné Claude Goufier (1556-1618) qui fonde la branche des Gouffier, comtes de Caravas et de Passavant, barons de Doué, fondue en 1726 dans la branche cousine des Gouffier de Thais et Morvill(i)ers.
À la Révolution Charles-Jean de Rarécourt de La Vallée, marquis de Pimodan, baron de Buxières (1730-1803), en est le dernier seigneur par son mariage en 1762 avec l'héritière Charlotte-Sidonie-Rose Gouffier de Thais (née en 1733).

### Le village
Il s'est développé autour de deux ouvrages, le château bâti au XIe siècle et le prieuré Notre Dame du XIIe siècle. Ces deux centres seront à l'origine au XVe siècle des deux paroisses Saint-Étienne et Notre-Dame. L'église Saint-Étienne sera détruite en 1626.
La structure actuelle du village reflète encore cette bipolarisation.

### Ancien Régime
À la veille de la Révolution française, une partie du Vihiersois dépend de la sénéchaussée d'Angers (La Salle-de-Vihiers, Vihiers, Coron) et une autre de la sénéchaussée de Saumur (Tigné, Cernusson, Les Cerqueux, Saint-Paul-du-Bois, La Plaine).

### Révolution française et Empire
Comme dans le reste de la région, à la fin du XVIIIe siècle se déroule la guerre de Vendée, qui marquera de son empreinte la région.

### Époque contemporaine
En 1841, la commune achète une maison du bourg pour y installer l'école qui ferme en 1990. Désormais le bâtiment constitue la mairie.
À la fin du XIXe siècle la ligne de chemin de fer secondaire à voie métrique du Petit Anjou est construite. Ouverte en 1896 la ligne Cholet-Saumur passait par Saint-Hilaire, Vihiers, Les Cerqueux, Cléré, Passavant et Nueil.

## Politique et administration

### Administration municipale
Compte tenu de la population de la commune, son conseil municipal est composé de 11 élus, dont le maire et ses adjoints.
| Période                                  | Période                        | Identité             | Étiquette | Qualité                                              |
| ---------------------------------------- | ------------------------------ | -------------------- | --------- | ---------------------------------------------------- |
| janvier 1793                             | vendémiaire an IV              | Jean Guiard          |           | Meunier                                              |
| Ier messidor an VIII                     | 9 messidor an XIII (décès)     | M. Pellu             |           |                                                      |
| 2 janvier 1808                           | 1832                           | Joseph Frogier       |           |                                                      |
| 1832                                     | 1840                           | Armand Rabouin       |           |                                                      |
| 4 décembre 1840                          | 1855                           | Gabriel-Félix Binsse |           |                                                      |
| 22 septembre 1855                        | 30 mai 1861 (démission)        | Joseph Reclus        |           |                                                      |
| 1861                                     | 1866                           | René Moron           |           |                                                      |
| 1866                                     | 1870                           | M. Dittière-Gapy     |           |                                                      |
| 1870                                     | 1871                           | M. Guittière         |           |                                                      |
| 1871                                     | 1884                           | Jacques Gaudicheau   |           |                                                      |
| 1884                                     | 1888                           | Henri Pichon         |           |                                                      |
| 1888                                     | 1900                           | Jacques Gaudicheau   |           |                                                      |
| 1900                                     | 1904                           | Pierre Beauchêne     |           |                                                      |
| 1904                                     | 1912                           | Auguste Derouet      |           |                                                      |
| 1912                                     | 1919                           | Auguste Nauleau      |           |                                                      |
| 1919                                     | 1929                           | Henri Boisdron       |           |                                                      |
| 1929                                     | 1945                           | Louis Gaudicheau     |           |                                                      |
| 1945                                     | 1er décembre 1964 (décès)      | Jean Falloux         |           | Viticulteur au château                               |
| mars 1965                                | mars 1971                      | Léon Buisson         |           |                                                      |
| mars 1971                                | juin 1995                      | André Gallard        | DVD       |                                                      |
| juin 1995                                | Juin 2023                      | Pascal Bertrand,     |           | Mandat écourté par la démission du conseil municipal |
| septembre 2023                           | En cours (au 30 novembre 2023) | Olivier Lecomte      | SE        | Gérant du domaine Château de Passavant               |
| Les données manquantes sont à compléter. |                                |                      |           |                                                      |

### Intercommunalité
Passavant-sur-Layon était membre de la communauté de communes du Vihiersois-Haut-Layon, un établissement public de coopération intercommunale (EPCI) à fiscalité propre créé en 2001 et auquel la commune avait transféré un certain nombre de ses compétences, dans les conditions déterminées par le code général des collectivités territoriales.
Dans le cadre des dispositions de la loi portant nouvelle organisation territoriale de la République du 7 août 2015, qui prévoit que les établissements publics de coopération intercommunale (EPCI) à fiscalité propre doivent avoir un minimum de 15 000 habitants, cette intercommunalité a fusionné avec ses voisines pour former, le 1er janvier 2017, la communauté d'agglomération dénommée Cholet Agglomération (créée sous le nom de d'agglomératiion du Choletais), dont est désormais membre la commune.

### Rattachements administratifs et électoraux

#### Rattachements administratifs
La commune se trouve  dans l'arrondissement de Saumur du département du Maine-et-Loire.
Elle faisait partie depuis 1801 du canton de Vihiers. Dans le cadre du redécoupage cantonal de 2014 en France, cette circonscription administrative territoriale a disparu, et le canton n'est plus qu'une circonscription électorale.

#### Rattachements électoraux
Pour les élections départementales, la commune fait partie depuis 2014 du canton de Cholet-2
Pour l'élection des députés, elle fait partie de la quatrième circonscription de Maine-et-Loire.

## Équipements et services publics
Hormis la mairie, il n'y a pas de services publics dans la commune de Passavant-sur-Layon. Ils sont présents à Vihiers, ainsi que les structures sociales (ADMR du Vihiersois…) et culturelles (école de musique intercommunale…).
La plupart des structures de santé se situent également à Vihiers, tel l'hôpital local ou le centre de secours.
Le ramassage des déchets est géré par le Syndicat mixte intercommunal pour le traitement des ordures ménagères et des déchets, le Smitom du Sud Saumurois, qui se trouve à Doué-la-Fontaine.
On trouve dans la commune l'étang de Passavant. L'office du tourisme est situé à Vihiers.

## Population et société

### Démographie

#### Évolution démographique
L'évolution du nombre d'habitants est connue à travers les recensements de la population effectués dans la commune depuis 1793. Pour les communes de moins de 10 000 habitants, une enquête de recensement portant sur toute la population est réalisée tous les cinq ans, les populations de référence des années intermédiaires étant quant à elles estimées par interpolation ou extrapolation. Pour la commune, le premier recensement exhaustif entrant dans le cadre du nouveau dispositif a été réalisé en 2006.

En 2022, la commune comptait 128 habitants, en évolution de +1,59 % par rapport à 2016 (Maine-et-Loire : +2,12 %, France hors Mayotte : +2,11 %).
| 1793 | 1800 | 1806 | 1821 | 1831 | 1836 | 1841 | 1846 | 1851 |
| ---- | ---- | ---- | ---- | ---- | ---- | ---- | ---- | ---- |
| 340  | 361  | 334  | 370  | 391  | 388  | 375  | 339  | 345  |

| 1856 | 1861 | 1866 | 1872 | 1876 | 1881 | 1886 | 1891 | 1896 |
| ---- | ---- | ---- | ---- | ---- | ---- | ---- | ---- | ---- |
| 308  | 309  | 303  | 298  | 303  | 301  | 286  | 268  | 266  |

| 1901 | 1906 | 1911 | 1921 | 1926 | 1931 | 1936 | 1946 | 1954 |
| ---- | ---- | ---- | ---- | ---- | ---- | ---- | ---- | ---- |
| 250  | 261  | 295  | 264  | 256  | 278  | 273  | 274  | 251  |

| 1962 | 1968 | 1975 | 1982 | 1990 | 1999 | 2006 | 2011 | 2016 |
| ---- | ---- | ---- | ---- | ---- | ---- | ---- | ---- | ---- |
| 230  | 232  | 185  | 155  | 124  | 135  | 131  | 130  | 126  |

| 2021 | 2022 | - | - | - | - | - | - | - |
| ---- | ---- | - | - | - | - | - | - | - |
| 127  | 128  | - | - | - | - | - | - | - |

#### Pyramide des âges
La population de la commune est relativement âgée.
En 2018, le taux de personnes d'un âge inférieur à 30 ans s'élève à 25,4 %, soit en dessous de la moyenne départementale (37,2 %). À l'inverse, le taux de personnes d'âge supérieur à 60 ans est de 37,3 % la même année, alors qu'il est de 25,6 % au niveau départemental.
En 2018, la commune compte 63 hommes pour 61 femmes, soit un taux de 50,81 % d'hommes, largement supérieur au taux départemental (48,63 %).
Les pyramides des âges de la commune et du département s'établissent comme suit.
| Hommes | Classe d’âge | Femmes |
| ------ | ------------ | ------ |
| 0,0    | 90 ou +      | 0,0    |
| 10,9   | 75-89 ans    | 16,1   |
| 23,4   | 60-74 ans    | 24,2   |
| 18,8   | 45-59 ans    | 22,6   |
| 18,8   | 30-44 ans    | 14,5   |
| 9,4    | 15-29 ans    | 9,7    |
| 18,8   | 0-14 ans     | 12,9   |

| Hommes | Classe d’âge | Femmes |
| ------ | ------------ | ------ |
| 0,9    | 90 ou +      | 2,1    |
| 7      | 75-89 ans    | 9,5    |
| 16,2   | 60-74 ans    | 16,9   |
| 19,4   | 45-59 ans    | 18,7   |
| 18,2   | 30-44 ans    | 17,5   |
| 18,8   | 15-29 ans    | 17,6   |
| 19,5   | 0-14 ans     | 17,6   |

## Économie

### Tissu économique
Commune principalement agricole, en 2008, sur les 17 établissements présents dans la commune, 71 % relèvent du secteur de l'agriculture. Deux ans plus tard, en 2010, sur 19 établissements présents dans la commune, 58 % relèvent du secteur de l'agriculture (pour une moyenne de 17 % sur l'ensemble du département), 5 % du secteur de l'industrie, 5 % du secteur de la construction, 26 % de celui du commerce et des services et 5 % du secteur de l'administration et de la santé. En 2015, sur les 14 établissements présents, 43 % relèvent du secteur de l'agriculture (pour une moyenne de 11 % sur le département), 14 % du secteur de l'industrie, 7 % de celui de la construction, 29 % du secteur du commerce et des services et 7 % de celui de l'administration et de la santé.
Les commerces et artisans les plus proches se trouvent dans la commune voisine de Nueil-sur-Layon. La zone d’activités intercommunale se situe sur les communes de Vihiers/Montilliers (Anjou Actiparc Vihiersois-Haut-Layon).

### Agriculture
La commune se situe dans la zone d'appellation viticole des Coteaux-du-layon (AOC).
Liste des appellations sur le territoire :
- IGP Agneau du Poitou-Charentes, IGP Bœuf du Maine, IGP Bœuf de Vendée, AOC AOP Maine-Anjou, IGP Volailles de Cholet, IGP Volailles d’Ancenis,
- IGP Brioche vendéenne,
- AOC AOP Anjou blanc, AOC AOP Anjou gamay, AOC AOP Anjou gamay nouveau ou primeur, AOC AOP Anjou mousseux blanc, AOC AOP Anjou mousseux rosé, AOC AOP Anjou rouge, AOC AOP Anjou Villages, AOC AOP Cabernet d'Anjou, AOC AOP Cabernet d'Anjou nouveau ou primeur, AOC AOP Coteaux du Layon, AOC AOP Coteaux du Layon Sélection de grains nobles, AOC AOP Crémant de Loire blanc, AOC AOP Crémant de Loire rosé, IGP Maine-et-Loire blanc, IGP Maine-et-Loire rosé, IGP Maine-et-Loire rouge, AOC AOP Rosé d'Anjou, AOC AOP Rosé d'Anjou nouveau ou primeur, AOC AOP Rosé de Loire, AOC AOP Saumur mousseux blanc, AOC AOP Saumur mousseux rosé.

## Culture locale et patrimoine

### Lieux et monuments

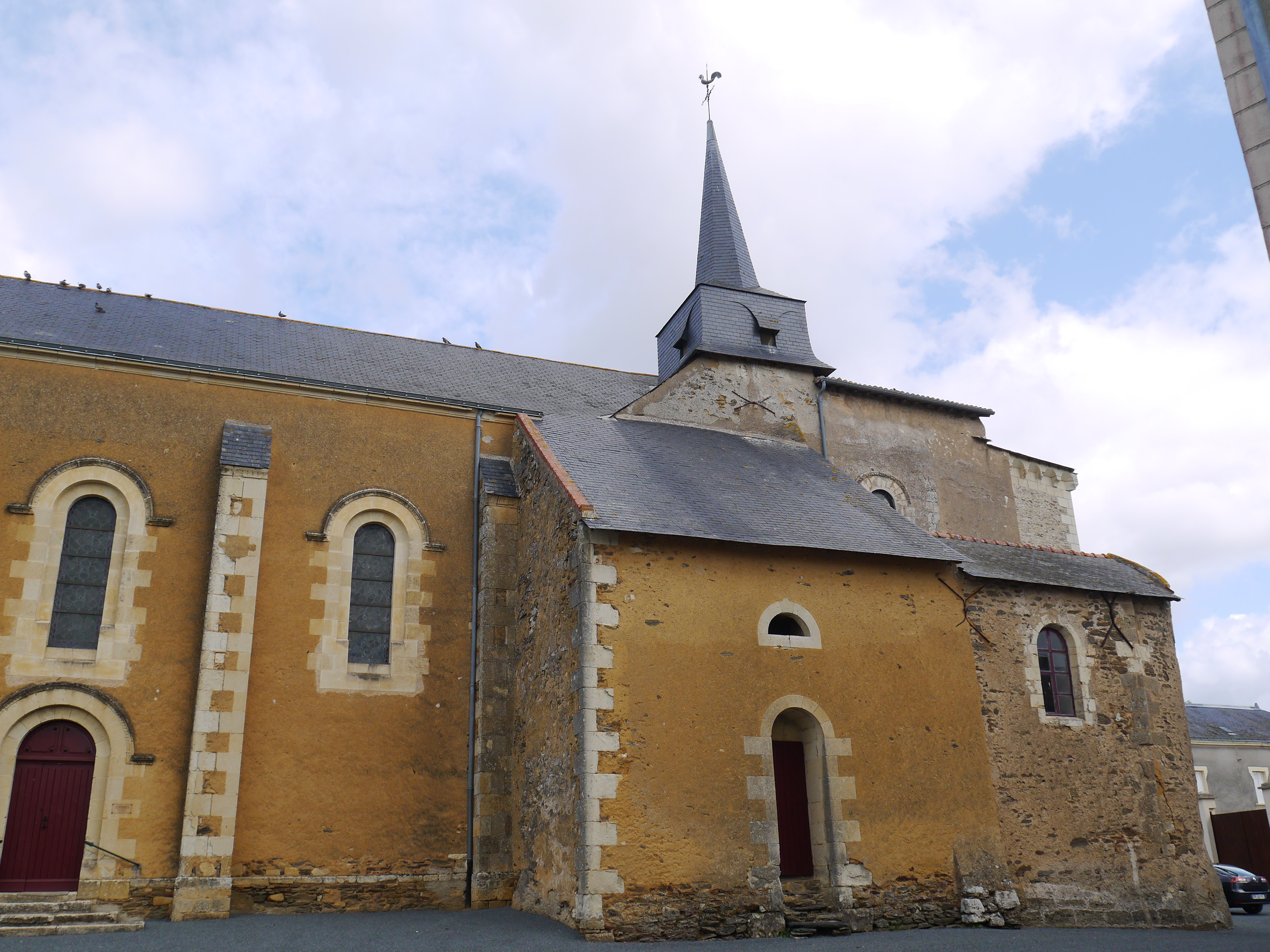
L'église Saint-Étienne.

Bâtiments de la commune de Passavant-sur-Layon inscrits aux monuments historiques :
- Château de Passavant des XIe, XIIIe et XVe siècles, tours féodales, monument historique inscrit par arrêté du 9 août 1999 (ensemble du château y compris ses douves) ;
- Église Saint-Étienne, chœur XIe et XIIe siècles avec ogives primitives, abside en cul de four, chapelle latérale, monument historique inscrit par arrêté du 17/07/1926 (chœur, travée adjacente et chapelle latérale sud).

Et autres bâtiments inscrits à l'inventaire général du patrimoine culturel :
- Aumônerie Saint-Martin ;
- Chapelle Notre-Dame-de-Pitié, la Pichoterie, des XVe et XVIIe siècles ;
- Plusieurs fermes et maisons des XVIe et XVIIe siècles ;
- Manoir le Châtellier ;
- Moulin à eau à retenue, dit moulin de l’Étang, des XVIIe et XIXe siècles ;
- Moulin à vent cavier, dit moulin de Passavant du XVIIe et remanié au XIXe siècle ;
- Palais de Justice, du XVIIe siècle.

Le village comporte des édifices datant du XIe siècle au XIXe siècle.

### Personnalités liées à la commune
- Foulques Nerra (975-1040), comte d'Anjou, à l'origine du château de Passavant.
- Guillaume de Passavant, mort en 1186, évêque du Mans.
- Wilhelm Moser, artiste né en 1947, travaille dans cette commune.

## Pour approfondir